# Джек Ричер 2: Никогда не возвращайся
«Джек Ричер 2: Никогда не возвращайся» (англ. Jack Reacher: Never Go Back) — художественный фильм в жанре триллер режиссёра Эдварда Цвика по роману «Джек Ричер, или Никогда не возвращайся» (18-я книга о Джеке Ричере) 2013 года писателя Ли Чайлда, продолжение фильма 2012 года «Джек Ричер». Премьера в США состоялась 21 октября 2016 года, в России — 20 октября 2016 года.

## Сюжет
В первой сцене фильма бывший майор военной полиции Джек Ричер выдаёт властям подпольную сеть по торговле людьми, в которой также замешан местный шериф. Впоследствии Ричер решает пригласить на ужин оказавшую ему при этом помощь майора Сьюзен Тёрнер (Коби Смолдерс), возглавляющую руководимое им ранее подразделение, и которую он еще не видел лично, хотя они успевают проникнуться взаимным интересом и симпатией. Накануне его приезда в Вашингтон Тёрнер арестуют по обвинению в шпионаже, о чём Ричер узнает от ее временного преемника в должности полковника Сэма Моргана (Холт Маккэллани).
Адвокат Тёрнер, полковник Боб Муркрофт (Роберт Катрини), утверждает, что она причастна к гибели двух солдат в Афганистане, однако Ричер подозревает, что Тёрнер подставили. Муркрофт также показывает Ричеру иск об установлении отцовства, поданный на него неизвестной ему женщиной. В документах приложена фотография 15-летней Саманты Дейтон (Даника Ярош), предполагаемой дочери. Джек узнаёт, что девушка живёт в приёмной семье, поскольку её родная мать, истица по иску — наркоманка с криминальным прошлым.
Джек находит Саманту и наблюдает за тем, как она совершает мелкую кражу в магазине. Девушка замечает его и гонит прочь, предполагая, что перед ней один из криминальных знакомых её родной матери. Ричер слышит от девушки собственную фразу: «Не люблю, когда меня преследуют». Видно, что ему импонирует решительный характер Саманты и он начинает сомневаться в полной невозможности своего неожиданного отцовства.
Ричер вновь встречается с Муркрофтом, но тот не спешит делиться сведениями о деле Тёрнер. Ночью Муркрофта пытают и убивают неизвестные. По обвинению в этом убийстве военные арестовывают Ричера и под конвоем доставляют в тюрьму, где под стражей находится и Тёрнер. За ней приходят наёмники, но Ричер спасает Сьюзен, и вместе они сбегают из тюрьмы. Она пытается докопаться до правды, почему погибли солдаты в Афганистане, но тут на неё и Ричера выходит убийца Муркрофта, названный Джеком «Охотником» (Патрик Хьюсингер).
С трудом Ричеру и Тёрнер удается сбежать от профессионального убийцы, после чего они наведываются в дом полковника Моргана. Джеку и Сьюзен удается выудить информацию о погибших солдатах, причастной к этому компании «Парасорс» и единственном выжившем в Афганистане свидетеле Дэниэле Прюдомме (Остин Хеберт). Вслед за ними к Моргану приходит «Охотник» и убивает его, вновь подставив Ричера.
Ричер с Тёрнер едут к Саманте (дочери Джека), понимая, что ей грозит опасность. В доме Саманты они находят убитых приемных родителей и спрятавшуюся в кухонную тумбу перепуганную девочку. Теперь уже втроем они едут в Новый Орлеан, где живёт жена Прюдомма. Но она не знает, где находится муж, говорит только, что «Дэниэль там, где есть наркотики».
С помощью Саманты Ричер всё-таки находит Прюдомма. Последний рассказывает Джеку, что погибшие в Афганистане солдаты раскопали правду о «Парасорсе», который должен был вывозить оттуда оружие в США, однако вместо этого продавал его афганским военным и привозил в Штаты пустые ящики. Сьюзен обращается за помощью к своему давнему товарищу капитану Энтони Эспину (Элдис Ходж). Он приезжает в назначенный час на встречу с Прюдоммом, но спустя несколько минут на них нападают наемники «Парасорса». Эспина ранят, а Прюдомма убивают.
Эспин, Ричер и Тёрнер едут в «Парасорс», где пребывает очередная партия несуществующего оружия. Сначала им препятствуют охранники «Парасорса», но руководитель компании, генерал Джеймс Харкнесс (Роберт Неппер) сам показывает, что все ящики полные. Тёрнер в отчаянии, а Ричер, чуя обман, достает и разбивает одну из ракет, откуда вываливаются пакеты с опиумом. Харкнесса и его приспешников арестовывают. В это время на другом конце города «Охотник» выходит на след Саманты. Она лишь успевает предупредить Ричера и пытается скрыться от убийцы. Джек в отчаянии бросается спасать дочь. На улицах Орлеана идет карнавал, и поиски «Охотника» усложняются большим количеством людей. В конце концов он все же замечает девочку, которая взбирается на крыши домов и пытается убежать по ним. Подъехавший в это время Ричер тоже видит Саманту и преследующего её убийцу. Но когда Джек добирается к ней, «Охотник» уже держит Саманту с пистолетом у виска. Ричер, подав сигнал Саманте, набрасывается на убийцу, девочка в последний момент спасается, а Джек с «Охотником» падают с крыши. Падение было не смертельным, и, очнувшись, они сходятся в кулачном бою, в котором в итоге побеждает Ричер.
После ареста генерала Харкнесса, майора Тёрнер восстанавливают в звании. Ричер дружески прощается с ней. В следующей сцене показано с точки зрения Саманты, как Ричер сидит за столиком в закусочной, а официантка наливает ему кофе. Затем Саманта входит внутрь, подсаживается к Ричеру и говорит, что тот не может быть её отцом. Ричер не без неудовольствия отвечает, что пока не встречался с матерью Саманты, Кэндис, и возможно, узнает её, поскольку помнит всех, с кем спал в своей жизни. Саманта говорит, что официантка, которая наливала Ричеру кофе, и есть Кэндис, её родная мать. Поскольку Кэндис и Джек не узнали друг друга, речи об отцовстве быть не может. Позже Ричер и Саманта прощаются у крыльца её новой школы: судя по строгой школьной форме Саманты и респектабельному виду здания, Ричер (а возможно и Тёрнер) приняли участие в устройстве судьбы девушки. Ричер следует своей обычной сдержанной манере, но в последний момент Саманта бросается ему на шею, и они нежно обнимаются. В момент объятия Саманта успевает подбросить в карман Ричера телефон. В финале Ричер голосует на трассе: у него в кармане вдруг раздаётся сигнал о доставке СМС. Джек читает сообщение Саманты и, улыбаясь, покидает город.

## В ролях
- Том Круз — Джек Ричер
- Коби Смолдерс — Сьюзэн Тёрнер, майор
- Даника Ярош — Саманта Датон
- Остин Хеберт — Дэниел Прюдомм
- Патрик Хьюсингер[англ.] — «Охотник» Джек
- Элдис Ходж — Энтони Эспин, капитан
- Холт Маккэллани — Сэм Морган, полковник
- Роберт Неппер — Джеймс Харкнесс, генерал
- Роберт Катрини — Боб Муркрофт, полковник
- Джессика Строуп — адвокат Ричера лейтенант Салливан
- Ли Чайлд — агент TSA

## Создание
Первоначально сообщалось, что сиквел вряд ли будет из-за скромных сборов первого фильма в североамериканском прокате. Однако в феврале 2013 года возможность появления сиквела стала более вероятной после того как фильм собрал больше 200 миллионов долларов по всему миру. 9 декабря 2013 года было объявлено, что Paramount Pictures и Skydance Productions разрабатывают сиквел «Джека Ричера», основанный на романе 2013 года «Никогда не возвращайся».
14 мая 2014 года поступило сообщение, что Том Круз вернётся к роли Джека Ричера.
19 мая 2015 года Deadline.com сообщил, что Эдвард Цвик снимет фильм и перепишет к нему сценарий вместе с Маршаллом Херсковицом, до этого сценарий писал Ричард Уэнк. Цвик и Круз ранее работали вместе над фильмом «Последний самурай». 14 августа 2015 года TheWrap сообщил, что Коби Смолдерс ведёт переговоры по поводу главной женской роли. В сентябре 2015 года также стало известно, что переговоры по поводу ролей в фильме ведут Даника Ярош, Элдис Ходж и Патрик Хьюсингер. 20 октября 2015 года Холт Маккэллани и Остин Хеберт присоединились к актёрскому составу фильма, а 12 ноября 2015 — Роберт Катрини. 20 января 2016 года было объявлено, что Роберт Неппер сыграет в фильме генерала Харкнесса.
Съёмки фильма начались 20 октября 2015 года в Новом Орлеане, Луизиана. 23 ноября 2015 года съёмки проходили в Батон-Руже. В январе 2016 года съёмки проходили в Сейнт Франсисвилле.
В сентябре 2015 года Paramount Pictures назначала премьеру фильма на 21 октября 2016 года.
Журналист Лев Московкин отмечал, что по сведениям Алексея Митрофанова, перевозка наркотиков американской военной авиацией из Афганистана составила серьезную конкуренцию руководству бывших союзных республик.